# Coralliodrilus mollis
Coralliodrilus mollis är en ringmaskart som beskrevs av Erséus 1993. Coralliodrilus mollis ingår i släktet Coralliodrilus och familjen glattmaskar. Inga underarter finns listade i Catalogue of Life.